# Leïla Chaibi
Pour les articles homonymes, voir Chaibi.
Leïla Chaibi, née le 5 octobre 1982 à Dijon (Côte-d'Or), est une femme politique franco-tunisienne. Aux élections européennes de 2019, elle est élue au Parlement européen sur la liste de La France insoumise. Son mandat est renouvelé en 2024. Elle est présidente de la délégation France insoumise au Parlement européen.

## Situation personnelle

### Origines et études
Leïla Chaibi naît le 5 octobre 1982 à Dijon. Elle est la fille de Bernadette Gaillard, une professeure d'économie sanitaire et sociale, d'origine vendéenne, et de Mouldi Chaibi, un ingénieur tunisien naturalisé français, né en 1955 à Jilma,,. Elle grandit dans un quartier résidentiel de Toulouse.
Elle étudie au lycée polyvalent Rive-Gauche Mirail avant d’intégrer la section « presse et communication » de l'Institut d'études politiques de Toulouse dont elle est diplômée en 2005,.

### Parcours professionnel
En parallèle de ses activités militantes, Leïla Chaibi travaille sur des contrats courts. Vers 2009 elle a ainsi été secrétaire administrative, puis rédactrice pour un club d'affaires. En 2014, elle est agent au Pôle ressources de la politique de la ville de Paris. Elle travaille ensuite de 2015 à 2018 comme coordinatrice actions citoyennes jeunesse de la ville de Gennevilliers, puis comme responsable du service vie associative et citoyenneté à Stains jusqu'à son élection au Parlement européen.

## Parcours militant

### Syndicalisme
Pendant ses études, Leïla Chaibi milite au sein de SUD Étudiant. Elle participe notamment aux manifestations qui ont suivi le 21 avril 2002, ainsi qu’aux mobilisations altermondialistes du début des années 2000, notamment celle du contre-sommet du G8 de 2003 à Évian[réf. nécessaire].

### Génération précaire
À son arrivée à Paris en 2005, elle rejoint Génération précaire, collectif dénonçant la condition des stagiaires via des actions médiatisées et des interventions dans les médias, auprès des décideurs politiques et des entreprises.

### Jeudi Noir
En 2006, elle est l'une des fondatrices du collectif Jeudi noir, qui vise à s'attaquer au mal-logement au moyens de squats et d'actions médiatiques festives,. Elle mène différentes actions de terrain telles que des réquisitions citoyennes ou des crémaillères festives. L’action la plus célèbre est celle de l’occupation d’un immeuble sis rue de la Banque, dans le 2e arrondissement de Paris. C’est leur navire amiral, le cœur de toute cette galaxie militante, là où sera établi le « ministère de la crise du logement ».

### L'Appel et la pioche
En 2008, elle fait partie des membres fondateurs du collectif l'Appel et la Pioche, qui invite chaque mois à pique-niquer dans une grande surface sans payer afin de protester contre leurs marges,,.

### Fondation Copernic
En 2010, Leïla Chaibi devient vice-présidente de la Fondation Copernic, cercle de réflexion qui se déclare critique à l'égard du libéralisme, et qui s'adresse « à toutes celles et ceux qui n'ont pas renoncé à changer le monde ».

### Nuit debout
Nuit debout : en février 2016, alors membre du Parti de gauche, Leïla Chaibi fait partie du « collectif de pilotage », qui décide de monter un coup à l’occasion de la manifestation contre la loi El Khomri. Naît alors le mouvement Nuit debout.
À travers  ces engagements militants, Leïla Chaibi développe un leitmotiv, celui de « prendre son pied en militant ». Elle a le goût des formules-chocs, qui seront reprises par les médias '« dont elle n'hésite pas à dire qu'elle les «squatte» ». Elle adopte comme stratégie politique le credo militant : faire remonter le sujet dans l'agenda médiatique, « et donc dans l'agenda politique, puisque ce sont les mêmes agendas, quasiment ».

## Parcours politique

### NPA
En 2009, elle intègre à sa création le Nouveau Parti anticapitaliste (NPA) aux côtés notamment d'Olivier Besancenot. Elle est élue au comité exécutif du parti la même année. Cependant, déçue par l’isolationnisme du NPA et pour protester contre l'absence d'accord national avec le Front de gauche, elle quitte ce parti en février 2011. Elle dit souhaiter le rassemblement de la « gauche alternative de transformation sociale ».

### Parti de gauche
Secrétaire nationale du Parti de gauche chargée de la précarité, membre du conseil national de campagne du Front de gauche pour l'élection présidentielle de 2012, elle anime l'Usine, au centre de la campagne de Jean-Luc Mélenchon. Elle mène également dans le cadre de la campagne présidentielle des actions de terrain, comme la décontamination d'un Pôle emploi. Elle accompagne notamment Jean-Luc Mélenchon pour l'occupation de l'agence de notation Moody's ou devant l'Autorité des marchés financiers (AMF). Toujours pour la campagne présidentielle, elle organise « les mélenchanteurs », qui tractent en chanson en soutien au candidat.
Elle écrit pour le magazine Regards une chronique semi-mensuelle jusqu'en 2013.
Leïla Chaibi est candidate aux élections législatives de 2012 dans la dixième circonscription de Paris, face notamment à Denis Baupin et Chenva Tieu. Pour les élections municipales de 2014, elle conduit la liste du Front de Gauche « À Paris, place au peuple ! », soutenue par Danielle Simonnet et Jean-Luc Mélenchon, dans le 14e arrondissement de Paris. Elle fait une campagne originale avec une baraque à frites. Elle obtient 5,24 % des voix.

### La France insoumise
Elle rejoint le mouvement de gauche La France insoumise dès sa création en février 2016. Elle est co-rédactrice du livret de la France insoumise « Propositions pour un logement universel et durable » et co-animatrice du pôle auto-organisation, puis co-animatrice de l’espace auto-organisation et désobéissance populaire. Elle développe au sein du mouvement la culture du « community organizing » et organise des formations à la « méthode Alinsky », qui permet aux gens de s’auto-organiser collectivement, en marge de la politique, pour influer sur leurs conditions de vie.
À la même période, Leïla Chaibi fait partie du « collectif de pilotage » à l'origine du mouvement Nuit Debout, à l’occasion des mobilisations contre la loi El Khomri.
Elle est candidate aux élections législatives de 2017 dans la 10e circonscription de Paris pour La France insoumise. Elle est en ballotage au premier tour avec 14,62 % des voix, en deuxième position, et elle est battue au deuxième tour avec 39,89 % des voix.

### Députée européenne
Leïla Chaibi figure en troisième position parmi les candidats de La France insoumise pour les élections européennes de 2019 emmenée par Manon Aubry, qui obtient six sièges (avec 6,31% des voix) au Parlement européen. Avec la délégation de son parti, elle rejoint le Groupe de la Gauche au Parlement européen. À la suite de l'élection de Manuel Bompard comme député aux législatives de juin 2022, Leïla Chaibi est désignée comme présidente de la délégation France insoumise au Parlement européen.
Elle est élue vice-présidente de la Commission de l'emploi et des affaires sociales du Parlement. Elle est membre titulaire de la commission des affaires constitutionnelles ainsi que de la délégation à l’assemblée parlementaire euro-latino-américaine.
Dans le cadre des élections européennes de 2024, Leïla Chaibi est en lice pour un deuxième mandat en tant que candidate sur la liste de l'Union Populaire. Elle s'était précédemment prononcée en faveur d’une liste unique de gauche réunissant les composantes de la NUPES, initiative non retenue. Elle conserve son siège d'eurodéputée.
Durant les élections législatives de 2024, Leïla Chaibi soutient la proposition de François Ruffin de créer un « Front Populaire » regroupant les partis de gauche, le Nouveau Front populaire, cette fois initiative aboutie.

## Prises de position

### Travailleurs de plateformes numériques

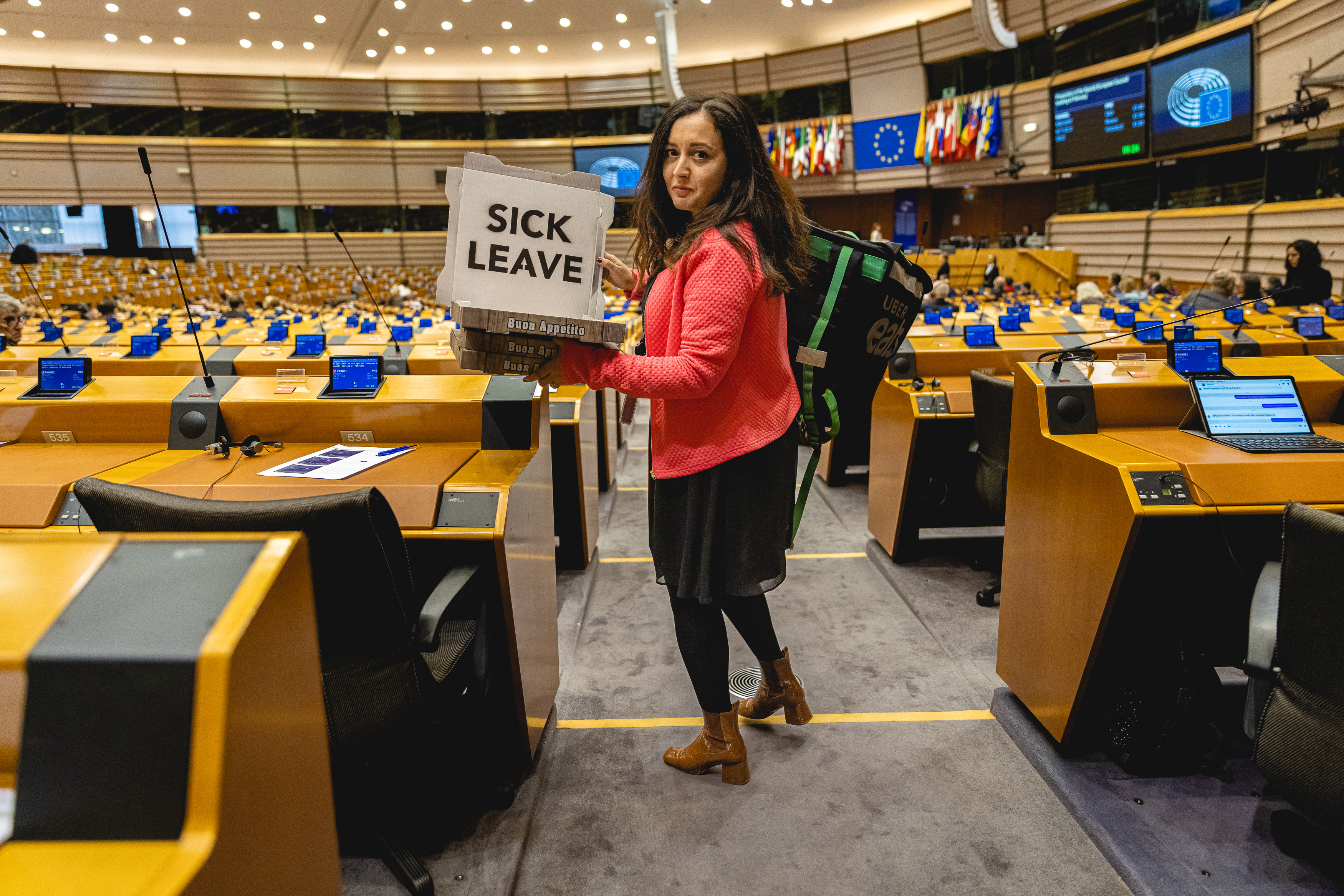
Leïla Chaibi dans l'hémicycle du Parlement européen de Bruxelles en février 2023.

En tant que parlementaire européenne, elle travaille et s'investit pour la reconnaissance des droits sociaux des travailleurs de plateforme. Elle est décrite comme « la voix la plus forte du Parlement européen sur cette question ».
En novembre 2020, elle remet au commissaire européen à l'Emploi, aux Affaires sociales et à l'Insertion, Nicolas Schmit, une proposition de directive européenne sur le sujet.
Elle mène son combat en faveur de la présomption de salariat aux côtés des travailleurs de plateformes. Elle est notamment à l’initiative du Forum transnational des alternatives à l’ubérisation, qui a eu lieu en 2019, 2021, 2022 et 2024. L'événement réunit à Bruxelles « des travailleurs des plateformes d'Europe et d’ailleurs pour partager leurs points de vue et définir de nouvelles stratégies ».
La directive est adoptée par le Conseil de l’Union européenne le 11 mars 2024, malgré l’opposition de la France et l’abstention de l’Allemagne. En réaction à l’adoption de la directive, Leïla Chaibi se félicite que « des millions de faux indépendants à travers l’Europe vont être requalifiés en salariés », tout en dénonçant le fait que « le président français [Emmanuel Macron] aura tenté de torpiller la présomption de salariat pour servir Uber plutôt que les travailleurs ».

### Commerce en ligne
Leïla Chaibi est engagée dans un combat contre le modèle Amazon, attaqué pour son art de l'esquive fiscale, sa mise en danger des petits commerces, ses velléités hégémoniques et sa politique sociale. Elle est engagée dans un « Amazon Tour », parcourant la France pour visiter les sites où Amazon construit ou projette de construire des entrepôts. Elle dénonce la précarité des emplois, la pollution de l'environnement, le passage de « mille camions par jour » qui « pourrit » la vie des habitants, etc.,,.

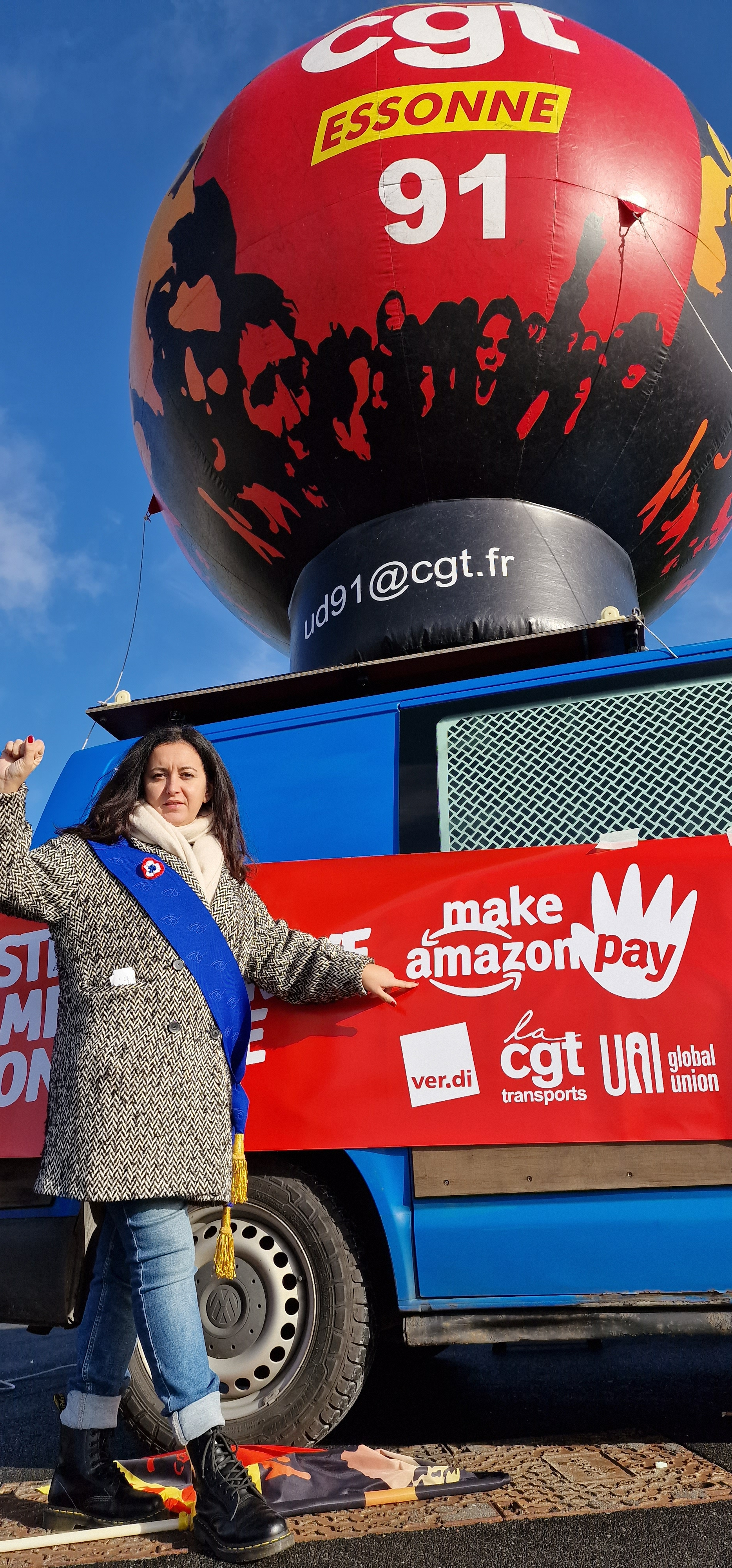
Leïla Chaibi devant l'entrepôt Amazon de Brétigny-sur-Orge, le 25 novembre 2022.

En collaboration avec la députée européenne María Eugenia Rodríguez Palop, elle organise une audition européenne des travailleurs d’Amazon. Elle est également à l’origine d’une lettre ouverte cosignée par une trentaine d’élus européens sommant Jeff Bezos, patron d’Amazon, de se justifier quant aux accusations d’espionnage de ses salariés et de responsables politiques.
En janvier 2024, à la suite des refus répétés d’Amazon de se rendre à des auditions organisées par la commission emploi du Parlement européen, elle appelle à interdire l’accès des lobbyistes Amazon au Parlement européen. Ce dernier révoque l’accès au Parlement des lobbyistes Amazon le 27 février.
Elle est à l’origine d'une étude indépendante sur l'impact du commerce en ligne sur l’emploi indiquant que « 82 000 postes ont été détruits en France en dix ans à cause des plates-formes de vente en ligne ».
Leïla Chaibi dénonce la décision du président Emmanuel Macron de remettre la légion d’honneur à Jeff Bezos, fondateur d’Amazon. « Une récompense bien méritée de la main du président des riches », ironise-t-elle.

### Écologie
En mai 2022, alors que le Conseil de l'UE sape les mesures sociales du paquet climat, Leïla Chaibi critique le fonds social pour le climat comme étant insuffisant et alerte sur le risque d’une résurgence des Gilets jaunes dans toute l’Europe. En avril 2023, Leïla Chaibi s’oppose à l’extension du marché carbone proposé par le Parlement européen, y voyant la menace d’une « hausse du prix de l'essence et du chauffage ».
En mai 2023, en réaction à l’appel du président Emmanuel Macron à une « pause » dans la réglementation environnementale européenne, Leïla Chaibi déclare que la gauche doit « faire front commun » afin de « protéger les peuples comme la nature ».
Leïla Chaibi reproche au gouvernement français son absence de volonté de défendre le fret ferroviaire : « la Commission européenne réclame la tête de Fret SNCF et plutôt que d’engager le bras de fer, le gouvernement veut le lui apporter sur un plateau. Pourtant, le rapport de force avec la Commission européenne peut être remporté. »
Leïla Chaibi se positionne également contre les jets privés, dénonçant notamment le fait que 40% des trajets dans ces avions se font à vide.

### Féminisme
Au Parlement européen, Leïla Chaibi dénonce, avec plusieurs députées européennes, le harcèlement que subissent les femmes sur les réseaux sociaux, en revenant sur la vague d'insultes qu'elle a subie sur internet.
Le 22 mars 2023, elle rend publique sa grossesse. Elle dénonce le fait que, pendant son congé maternité, ses électeurs ne soient pas représentés du fait qu'elle ne puisse pas participer aux votes ou être suppléée. Elle propose que le Parlement permette aux eurodéputés en congé parental de voter à distance, de déléguer leur vote à un ou une collègue, ou d’être temporairement remplacés par la prochaine personne sur la liste.
Leïla Chaibi se positionne également en faveur de la création d’un congé menstruel.

### International

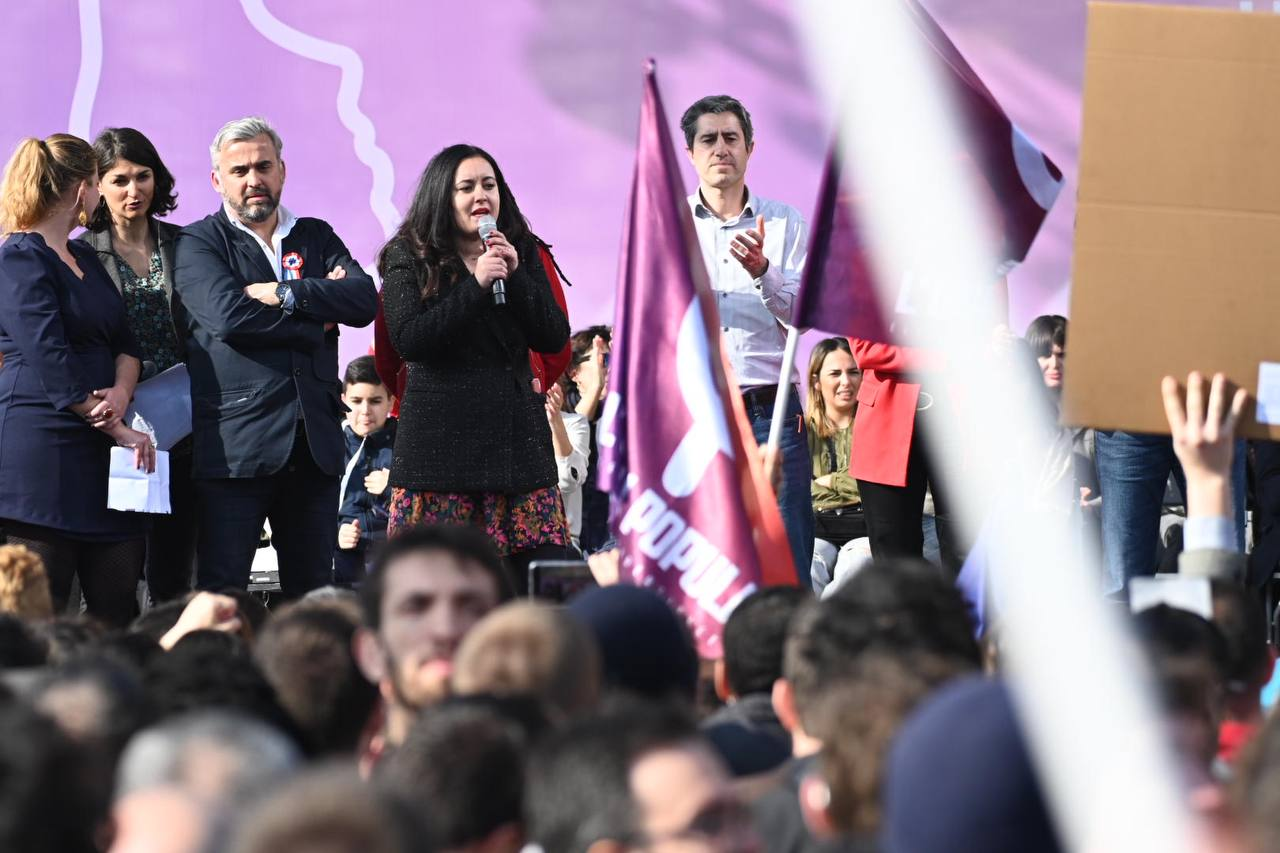
Leïla Chaibi à la marche pour la VIe République en 2022.

Le Parlement européen adopte en février 2024 un amendement de la délégation France insoumise au Parlement européen exigeant « un cessez-le-feu immédiat et permanent » à Gaza dans le contexte de la guerre à Gaza. Leïla Chaibi se félicite de l’adoption de l’amendement, l’interprétant comme un signe de la « progression du camp de la paix ».
Durant son premier mandat, Leïla Chaibi était membre suppléante de la commission du transport et du tourisme et de la délégation à la commission parlementaire mixte UE-Mexique. Elle a pris part à la mission internationale « Toxitour » qui s’est rendue au Mexique entre le 2 et 11 décembre 2019, pour évaluer la situation environnementale et sanitaire du pays et les effets du traité de libre-échange UE-Mexique : ce type d'accord comporte des clauses de déréglementation des conditions de travail, pour offrir une main-d'œuvre bon marché, et une déréglementation environnementale. Leïla Chaibi dénonce un « désastre environnemental, sanitaire et social », s'engageant  à demander des sanctions contre les entreprises qui ne traitent pas leurs eaux et les rejettent dans les rivières,,.
En août 2022, elle apporte son soutien à la première proposition de nouvelle constitution chilienne, la décrivant comme une « base solide de démocratie égalitaire et qui inspirera les peuples du monde entier. »

## Communication

### Réseaux sociaux
Leïla Chaibi est la quatrième eurodéputée, toutes nationalités confondues, et la deuxième députée française avec le plus de likes sur TikTok. Elle utilise la plateforme pour dévoiler les coulisses du Parlement européen, tels que les salons de coiffure pour députés ou les cabines de travail du Parlement. Sur TikTok, Leïla Chaibi aborde également des sujets politiques, dénonçant par exemple la présence des lobbys au Parlement. Selon Mouv, « trouver cet équilibre [entre un contenu divertissant et politique] est donc un moyen d'inciter les jeunes à s'intéresser à la politique ».
Le 19 mai 2025, elle suscite de nombreuses réactions en publiant sur ses réseaux sociaux une vidéo durant laquelle elle ouvre les « casiers des lobbies » d'autres eurodéputés comme Jordan Bardella, Raphaël Glucksmann, Marion Maréchal ou François-Xavier Bellamy, pour voir s'il « y aurait des trucs à piquer » : elle justifie son geste au motif de « la transparence que l’on doit aux citoyens, et la dénonciation des lobbies qui infiltrent le Parlement ».

### Députée Pirate
En janvier 2024, Leïla Chaibi publie le livre Députée pirate: comment j’ai infiltré la machine européenne. Dans ce livre, co-écrit avec Cyril Pocréaux, rédacteur en chef du journal Fakir,  elle retrace son entrée au Parlement européen et son combat pour les travailleurs de plateformes. « Si vous avez perdu tout espoir dans la capacité des hommes et des femmes politiques à changer la vie des gens (...) il faut lire ce livre » déclare Politis. Causette salue un « court mais percutant récit » où « [l’on voit Leïla Chaibi] déjouer les pièges des lobbies, convaincre les plus austères commissaires et surtout... se battre contre l’agenda d’Emmanuel Macron ». Jacobin décrit un récit qui livre « un aperçu de ce que c’est pour une personne issue d'un milieu militant d'opérer à Bruxelles ».

## Résultats électoraux

### Élections européennes
| Année | Parti | Parti | Circonscription | Position sur la liste | %    | Rang   | Sièges |
| ----- | ----- | ----- | --------------- | --------------------- | ---- | ------ | ------ |
| 2019  |       | LFI   | France entière  | 3e                    | 6,31 | 5e     | 6 / 79 |
| 2024  | 5e    | LFI   | France entière  | 9,89                  | 4e   | 9 / 81 |        |

### Élections législatives
| Année | Parti | Parti | Circonscription | Premier tour | Premier tour | Premier tour | Second tour | Second tour | Second tour |
| Année | Parti | Parti | Circonscription | Voix         | %            | Rang         | Voix        | %           | Issue       |
| ----- | ----- | ----- | --------------- | ------------ | ------------ | ------------ | ----------- | ----------- | ----------- |
| 2012  |       | FG    | 10e de Paris    | 4 524        | 11,62        | 3e           |             |             |             |
| 2017  |       | LFI   | 10e de Paris    | 5 447        | 14,62        | 2e           | 12 063      | 39,89       | Battue      |

### Élections municipales
Les résultats ci-dessous concernent uniquement les élections où elle est tête de liste.
| Année | Parti | Parti | Circonscription             | Premier tour | Premier tour | Premier tour | Sièges | Sièges |
| Année | Parti | Parti | Circonscription             | Voix         | %            | Rang         | CM     | CP     |
| ----- | ----- | ----- | --------------------------- | ------------ | ------------ | ------------ | ------ | ------ |
| 2014  |       | PG    | 14e arrondissement de Paris | 2489         | 5,24         | 6e           | 0 / 17 | 0 / 10 |

## Publications
- Députée pirate - Comment j'ai infiltré la machine européenne, Les liens qui libèrent, 2024, 128 p. (ISBN 979-1020924056)
- collectif, Gauche : ne plus tarder, Arcane 17, 2014, 96 p. (ISBN 978-2-918-72140-6).
- Les Désobéissants, Désobéir à la précarité, éditions le passager clandestin, 2011, 64 p. (ISBN 978-2-916952-37-6).
- Leïla Chaibi, Internet Marketing, Elenbi Editeur, 2007, 629 p. (ISBN 978-2-914901-12-3).
- Collectif génération précaire, Fanny Castel, Leila Chaibi, Sois stage et tais-toi ! : La scandaleuse exploitation des stagiaires, La Découverte, 2006, 228 p. (ISBN 978-2707148728).

## Filmographie
Les Nouveaux Contestataires, documentaire de Delphine Vailly et Alexis Marrant (2008) qui suit les mobilisations de différents collectifs dont Génération-Précaire ou Jeudi Noir.
Ainsi squattent-ils, documentaire de Marie Maffre (2013) qui suit le collectif Jeudi Noir à travers son combat pour le logement.
Génération précaire, derrière les masques, documentaire de Ruxandra Medrea Annonier (2006), qui suit les militants de Génération Précaire.